# Józef Bujnowski
Józef Bujnowski (ur. 31 marca 1910 w majątku Okolica-Rudawa na Wileńszczyźnie, zm. 15 lutego 2001) – polski poeta, eseista, historyk literatury.

## Życiorys
Szkołę powszechną ukończył w Brasławiu, a gimnazjum w 1929 w Dziśnie. Studiował na Wydziale Humanistycznym Uniwersytecie Stefana Batorego w Wilnie (tytuł magistra uzyskał w 1938), przewód doktorski pod kierownictwem prof. Manfreda Kridla przerwał wybuch II wojny światowej. Debiutował w 1932 r. na łamach prasy jako poeta. W latach 1935–1938 był nauczycielem języka polskiego w Brasławiu, gdzie wydał dwa tomiki poezji Piękny tor i Pięścią w twarz – kwiatami pod nogi. 
Brał udział w walkach obronnych po ataku Niemiec i Rosji na Polskę we wrześniu 1939 roku, pod Lwowem trafił do niewoli radzieckiej i został zesłany do obozu w Juchnowie. Udało mu się zbiec, po czym udał się do Wilna, gdzie publikował w Kurierze Wileńskim i zaangażował się konspiracyjny wileński Związek Walki Zbrojnej (ps. Walter, Alf, Wilk). W 1941 aresztowany, wywieziony do ZSRR i osadzony w więzieniu, a następnie zesłany do łagru pod Urżumem (obecnie w obwodzie kirowskim). Po amnestii znalazł się w Armii gen. Andersa, uczestniczył w bitwie o Monte Cassino. Po wojnie zamieszkał w Wielkiej Brytanii. W 1956 r. uzyskał stopień doktora za rozprawę Kompozycja utworów dramatycznych Stanisława Wyspiańskiego. W 1964 – uzyskał stopień doktora habilitowanego i w tym samym roku tytuł profesora nadzwyczajnego. W 1969 r. został profesorem zwyczajnym (Polskiego Uniwersytetu na Obczyźnie). W latach 1970–1978 wykładał historię literatury polskiej na Uniwersytecie w Amsterdamie.
Członek Polskiego Towarzystwa Naukowego na Obczyźnie (1964/1965 sekretarz generalny Towarzystwa). Laureat Nagrody Związku Pisarzy Polskich na Obczyźnie w 1987 roku.

## Wybrane publikacje
Tomiki poezji
- Pęknięty tor (Brasław 1937)[2]
- Pięścią w twarz. Kwiatami pod nogi. (Brasław 1939)[2]
- Ręce od brzegu (1943)
- Brzozom w płomieniach (1945)
- Powroty (1947)
- Rysy na pustce (1953)
- Lipowy witraż (1954)
- Odsyłacz w bezsens (1955)
- Krawędzie(1956)
- O kobietach, diabłach i rycerzu. Igraszka poetycka (1964)
- Poranki i studia (1964)
- Spod Gwiazdozbioru Wielkiego Psa (1987)

Proza
- Koła w mgławicach (mikropowieść) (1993)

Twórczość naukowa wybrana
- Szkic literacki i krytyka artystyczna w literaturze polskiej na obczyźnie w latach 1940-1960. [praca habilitacyjna, 1964]
- Artykuły i eseje o Wyspiańskim, Norwidzie, Gombrowiczu, Miłoszu, Różewiczu
- Neue Strukturen in der gegenwärtigen polnischen Poesie. W: Die Welt der Slawen, Wiesbaden 1969, z.2 s. 193-214
- Niektóre uwagi o t.zw. IV systemie wersyfikacyjnym. W: Dutch Contributions to the 7th International Congress of Slavists. The Hague, Paris 1973 s. 165-236.
- Przemiany w polskiej poezji poza granicami kraju. W: Literatura polska na obczyźnie. Londyn 1988 s. 43-64.

Książka wydana pośmiertnie
- Walka, więzienie, zesłanie. W sześciu odsłonach. Wstęp, zarys biografii i opracowanie dokumentów Wanda Krystyna Roman. Toruń: Uniwersytet Mikołaja Kopernika, 2009. ISBN 978-83-231-2386-6. http://www.wydawnictwoumk.pl/prod_73369_Walka_wiezienie_zeslanie._W_szesciu_odslonach.html

## Odznaczenia
- Krzyż Oficerski Orderu Odrodzenia Polski (1 stycznia 1986), za całokształt pracy niepodległościowej i naukowej oraz za zasługi położone przy organizacji Kongresu Kultury Polskiej w Londynie w 1985 r.)[3]